# Anita Brenner
Hanna Anita Brenner (Aguascalientes, 13 de agosto de 1905-ibidem 1 de diciembre de 1974) fue una antropóloga mexicana, historiadora, periodista, escritora de literatura infantil y juvenil y de libros sobre arte mexicano y de historia.

## Biografía
Su padre, Isidoro, un judío emigrante a México desde Letonia, quien finalmente se trasladó con su familia a Texas durante la revolución mexicana. En 1916, la familia se instaló en San Antonio, Texas.
Regresó a México a la edad de 18 años. Y después de cuatro años en la Ciudad de México, en 1927, se fue a estudiar antropología a la Universidad de Columbia. Allí cambia su enfoque de México, su arte y su gente a una arena más grande del mundo de la antropología y de Latinoamérica. Amplía sus horizontes al leer para sus clases y al trabajar de editora de Nation para América Latina. Fue exitosa y respetada al llegar a formar parte de un círculo de amigos ahora llamado los Menorah Journal, intelectuales judíos de Nueva York.3
También, despertó la ira de la influyente Diana Trilling, quien se resintió al percibir una atención mayor sobre Brenner. Permaneció en Nueva York por diecisiete años, retornando a la Ciudad de México en 1940, donde residió hasta su muerte treinta y cuatro años más tarde.
Aunque Brenner se educó en EE. UU. por más de doce años, la Revolución mexicana formó su pensamiento, convenciéndose que la Revolución pasó debido a la forma en que los terratenientes y los políticos sometían al país.
A través de sus estudios, Anita Brenner entró en contacto con muchos artistas de vanguardia de los años 20 de México. Así conoció a Edward Weston y Tina Modotti. También se presentó como modelo para la famosa «Galería de desnudos de Weston».
Escribió varios libros, pero Ídolos tras los altares (su primer texto) y The Wind That Swept Mexico (El viento que barrió a México) fueron los más influyentes y aclamados. Brenner consideró ese período de su vida como «El Renacimiento Mexicano». Pudo escribir sobre artistas como David Siqueiros, José Clemente Orozco, Diego Rivera, Francisco Goitia, Jean Charlot, y otros muchos o la mayoría de los cuales conoció personalmente.
En 1955, Brenner estableció una publicación mensual, Mexico/This Month. Su familiaridad, a ambos lados de la frontera, le dieron la experiencia para dar a conocer a México a un público de habla inglesa. Cuando el gobierno mexicano le otorgó la Orden del Águila Azteca, el más alto honor que México puede otorgar a un no nacional, ella lo rechazó alegando que era mexicana, y lo consideró un agravio y un deshonor para los mismos que se lo otorgaron.[cita requerida] Y en 1967, aceptó ser citada como una de las pioneras del turismo, distinción otorgada por el expresidente Miguel Alemán Valdés.

## Vida personal
Brenner se casó con David Glusker, aunque su primera prioridad fue siempre su trabajo. A Brenner le sobrevivieron dos hijos, su hija, Susannah Joel Glusker, docente en la Universidad Iberoamericana Ciudad de México de México D.F., y Peter Glusker, médico con práctica profesional en Fort Bragg (California).

## Deceso
En 1974, falleció en Aguascalientes, su ciudad natal, en un siniestro automovilístico a los 69 años.

## Anita Brenner: A Mind of Her Own
Su hija, Susannah Glusker escribió Anita Brenner: A Mind of Her Own (en línea) (University of Texas Press: 1998; ISBN 978-0-292-72810-3) sobre la vida de su madre.

### Otras publicaciones
- 1953. A Hero by Mistake. Young Scott Books. Editor W. R. Scott, 43 pp. ISBN 0201092239, ISBN 9780201092233
- 1957. Dumb Juan and the Bandits. Ilustró Jean Charlot. Editor Young Scott Books, 45 pp. Un cuento popular mexicano sobre un chico despistado que ha recibido una bolsa de oro por sus errores
- 1961. El indio. Con Gregorio López y Fuentes, Diego Rivera. Ed. F. Ungar Publ. Co. 256 pp.
- 1966. The Timid Ghost, or, What Would You Do with a Sackful of Gold?. Young Scott books. Ilustró Jean Charlot. Editor W. R. Scott, 46 pp. La historia de un mexicano y un fantasma que encuentran un saco de oro.
- 1970. Mexico this month. Editor: Gráfica de Méxic
- 1975. El viento que barrió a México: historia de la Revolución Mexicana, 1910-1942. George Ross Leighton. Editor gobierno del estado de Aguascalientes, 321 pp.
- 1985. La Revolución en blanco y negro: La historia de la Revolución Mexicana entre 1910 Y 1942. Sección de Obras de Historia. Ilustró George Ross Leighton. Editor: Fondo de Cultura Económica, 300 pp. ISBN 9681621859, ISBN 9789681621858.
- 1986. Centenario de Diego Rivera. N.º 8 de Altiplano (Toluca de Lerdo, México). Editor: Dirección de Patrimonio Cultural, 120 pp.
- 1994. Guerrero: imágenes del ayer. Ricardo Infante Padilla. Editor SEDUE, delegación Guerrero.
- 2005. El fantasma tímido: o ¿Qué harías con un costal lleno de oro? Con Jean Charlot, Gustavo Vázquez Lozano. Editor Inst. Cultural, 20 pp. ISBN 9709707027, ISBN 9789709707021.
- 2021. Hoy las barricadas. Crónicas de la Revolución Española, 1933-1937. Eduardo San José Vázquez, trad. y ed. Sevilla: Editorial Renacimiento, 456 pp. ISBN 9788418818844

## Honores
- Se le concedió una beca Guggenheim para "Estudios en Bellas Artes" en 1930 y en 1931
- Una calle en Aguascalientes lleva su nombre.[7]